# Armando Peraza

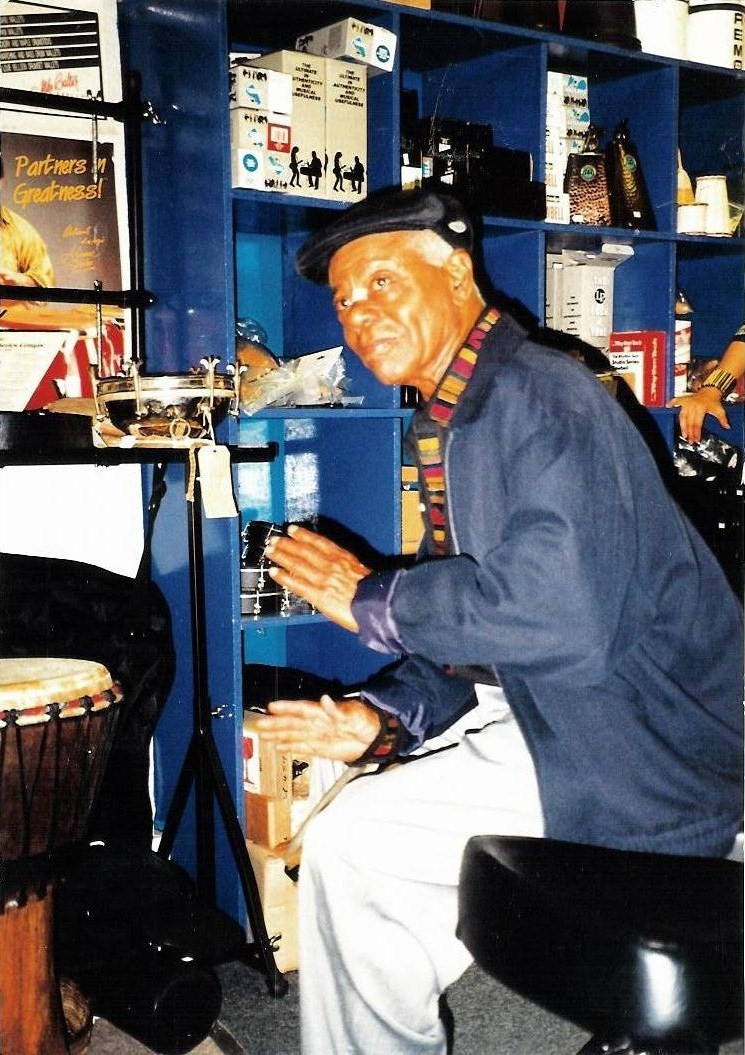
Armando Peraza.

Armando Peraza (La Habana, 30 de mayo de 1924-California, 14 de abril de 2014) fue un percusionista cubano con gran renombre dentro del jazz latino. A través de su larga asociación con el pianista de jazz George Shearing, el vibrafonista Cal Tjader y el guitarrista Carlos Santana, ha sido conocido a nivel internacional desde 1950 hasta la década de 1990. Aunque conocido principalmente como un bongocero y conguero, Peraza también sirvió como timbalero cuando tocaba timbales, congas y bongos en 1979 con Santana tanto en sesiones de estudio del álbum "Marathon" como en las giras en vivo. Además de su fama en todo el mundo como un percusionista muy venerado, Peraza es también un bailarín y compositor innovador y consumado.
Peraza tuvo una hija llamada Traci y tres nietos: Adriel, Jalil y Jehireh. Su yerno es el músico Tony Williams, un talentoso escritor, cantante y compositor, que actualmente está grabando y actuando con Kanye West. (Tony también ha escrito, grabado y actuado con Jay-Z, en especial en el concierto de celebración inaugural del presidente Barack Obama).
Peraza murió de neumonía el 14 de abril de 2014 a la edad de 89 años.

## Discografía

### Como líder
- Conjunto Kubavana - Rumba En El Patio (Tumbao 1994 - reedición de las grabaciones de 1944-1947),
- Machito and His Orchestra w/Charlie Parker - Afro-Cuban Jazz Suite (Mercury 1948),
- Machito - Cu-Bop City (Roost Records 1949)
- Slim Gaillard - Laughing In Rhythm (Proper 2003 - Reedición de un sintonizador de CD).
- More Drums On Fire (World Pacific 1959 – 2 canciones en varios artistas LP),
- The Soul Of Jazz Percussion (Warwick 1960 – 3 canciones en varios artistas LP)
- Wild Thing (Skye Records, 1968)
- ROAR (Tabu 1985)

### Como miembro
Con George Shearing
- Shearing In Hi-Fi (MGM 1955),
- George Shearing Caravan (MGM 1955),
- An Evening With George Shearing (MGM 1955),
- The Shearing Spell (Capitol 1955),
- Velvet Carpet (Capitol 1956),
- Latin Escapade (Capitol 1956),
- Black Satin (Capitol 1957),
- In The Night (Capitol 1958 - George Shearing y Dakota Staton),
- Burnished Brass (Capitol 1958),
- Blue Chiffon’ (Capitol 1958),
- Latin Lace (Capitol 1958),
- George Shearing On Stage (Capitol 1959),
- Latin Affair (Capitol 1959),
- Beauty And The Beat (Capitol 1959 - George Shearing y Peggy Lee),
- On The Sunny Side Of The Strip (Capitol 1959),
- Satin Affair (Capitol 1959),
- White Satin (Capitol 1960),
- The Swinging's Mutual (Capitol 1961, George Shearing y Nancy Wilson),
- Mood Latino (Capitol 1962),
- San Francisco Scene (Capitol 1962),
- Love Walked In (Jazzland 1962 - George Shearing y The Montgomery Brothers),
- Rare Form (Capitol 1965),
- Latin Rendezvous'’ (Capitol 1965)

Con Cal Tjader
- Soul Sauce (Verve, 1965)
- Soul Bird: Whiffenpoof (Verve, 1965)

Con Randy Weston
- Uhuru Afrika (Roulette, 1960)

Con Gato Barbieri
- Tropico (A&M, 1978)

Con Santana
- Caravanserai (1972)
- Welcome (1973)
- Borboletta (1974)
- Lotus (1974)
- Illuminations (Columbia, 1974)
- Amigos (1976)
- Inner Secrets (1978)
- Marathon (1979)
- The Swing of Delight (Columbia, 1980)
- Zebop (1981)
- Shango (1982)
- Beyond Appearances (1985)
- Blues for Salvador (Columbia, 1986)
- Freedom (1987)
- Viva Santana! (1988)
- Spirits Dancing in the Flesh (1990)